# Julius Meinl IV.
Julius „Jacky“ Meinl IV. (* 27. Oktober 1930 in Wien; † 4. Jänner 2008 ebenda) war ein österreichischer Unternehmer aus der gleichnamigen Dynastie.

## Leben
Meinl stammte aus der Ehe von Julius Meinl III. mit Johanna „Hansi“ Winterstein (1906–1983) und gehörte zur Familie der 1862 in Wien gegründeten Julius Meinl Kaffeerösterei. Nachdem Anschluss Österreichs 1938 wurde sein Vater als strikter Gegner der Nazis zum Staatsfeind erklärt und floh mit seiner jüdischen Frau und den gemeinsamen Söhnen nach Jugoslawien, wo die Familie das Schloss Freudenau besaß. Hier besuchte Julius IV. für ein Jahr die Volksschule in Zagreb. Im Folgejahr emigrierte er mit seinen Eltern nach England, während seine spätere Frau Maria, Tochter des Kaufhaus-Miterben Paul Gerngross (1880–1954) und dessen Frau Martha mit ihren Eltern als Juden nach Montevideo in Uruguay flohen.
In England trat der junge Julius Meinl IV. der britischen Royal Air Force bei, wurde Pilot und absolvierte eine Ausbildung zum Wirtschaftsprüfer. 1953 kehrte Meinl nach Österreich zurück. Er wurde Vizepräsident des Aufsichtsrates der Meinl-Gruppe, nach dem Rückzug seines Vaters aus dem Unternehmen wurde er schließlich Präsident des Aufsichtsrats der Julius Meinl AG und Vizepräsident des Aufsichtsrates der Meinl Bank AG. Den Kaffeeeinkauf der Meinl AG leitete er selbst und galt international als anerkannter Kaffeeexperte, sein Wissen gab er an seine Tochter Jeanette weiter. 
Er konnte allerdings die zunehmend schwindenden Marktanteile von Meinl im Einzelhandel – ausgelöst durch die Konkurrenz der zunehmend billigeren Mitbewerber – nicht verhindern und versuchte deshalb, ab 1990 durch Expansion in die ehemaligen Ostblockstaaten dort wieder Fuß zu fassen. Nachdem dies aber auch nur wenig erfolgreich war, beschloss die Familie, den Einzelhandel aufzugeben und sich verstärkt auf das traditionelle Kaffee-Segment sowie die Meinl Bank zu konzentrieren. 2005 war er treibende Kraft hinter der Verlegung der Rösterei von ihrem traditionellen Standort in Wien in eine neue moderne Anlage in Vicenza in Italien.
Bis zu seinem Tode war Meinl weiters Präsident der AOPA (Aircraft Owners and Pilots Association), der Interessensvertretung der allgemeinen Luftfahrt.

### Privatleben
Aus seiner Ehe mit Maria Gerngross gingen die zwei Kinder Julius V. und Jeannette hervor. In seinen letzten Jahren lebte er zusammen mit seiner Lebenspartnerin Christl Frisch. Julius Meinl IV. starb an den Folgen einer Herzerkrankung.